# 愛媛トヨペット
愛媛トヨペット（えひめとよぺっと）は、愛媛県松山市に本社を置く、トヨタ自動車の正規ディーラー（トヨペット店）である。西山グループの傘下で、愛媛トヨタ自動車と同じ系列である。
2020年8月26日にて、西山グループが中間持株会社「ETPホールディングス株式会社」を設立。愛媛トヨタ自動車と経営統合を行う。

## 店舗
- 空港通本店・本社 - 松山市空港通5-7-9
- 松山中央店（松山駅前店を移転改称。u-car取扱店） - 松山市問屋町244-1
- 小坂店 - 松山市小坂4-15-27
- 今治店 - 今治市東鳥生町4-2-50
- リピット新居浜 - 新居浜市萩生字岸ノ下1157
- 四国中央店（三島川之江店を移転改称） - 四国中央市妻鳥町1703-2
- 大洲店 - 大洲市新谷字蔵地乙393-2
- Top Town宇和島（愛媛トヨタとの共同店舗） - 宇和島市寄松甲154-1

## 愛媛県内のその他のトヨタ車販売店
- ネッツトヨタ愛媛（ネッツ店(旧オート)/レクサス/フォルクスワーゲン/アウディ、ITMグループ）
- ネッツトヨタ瀬戸内（ネッツ店(旧ビスタ)/レクサス店）
- 愛媛トヨタ自動車（トヨタ店、西山グループ）
- トヨタカローラ愛媛（トヨタカローラ店）